# Hueva
Hueva è un comune spagnolo di 97 abitanti (2022) situato nella comunità autonoma di Castiglia-La Mancia.